# John de Crane

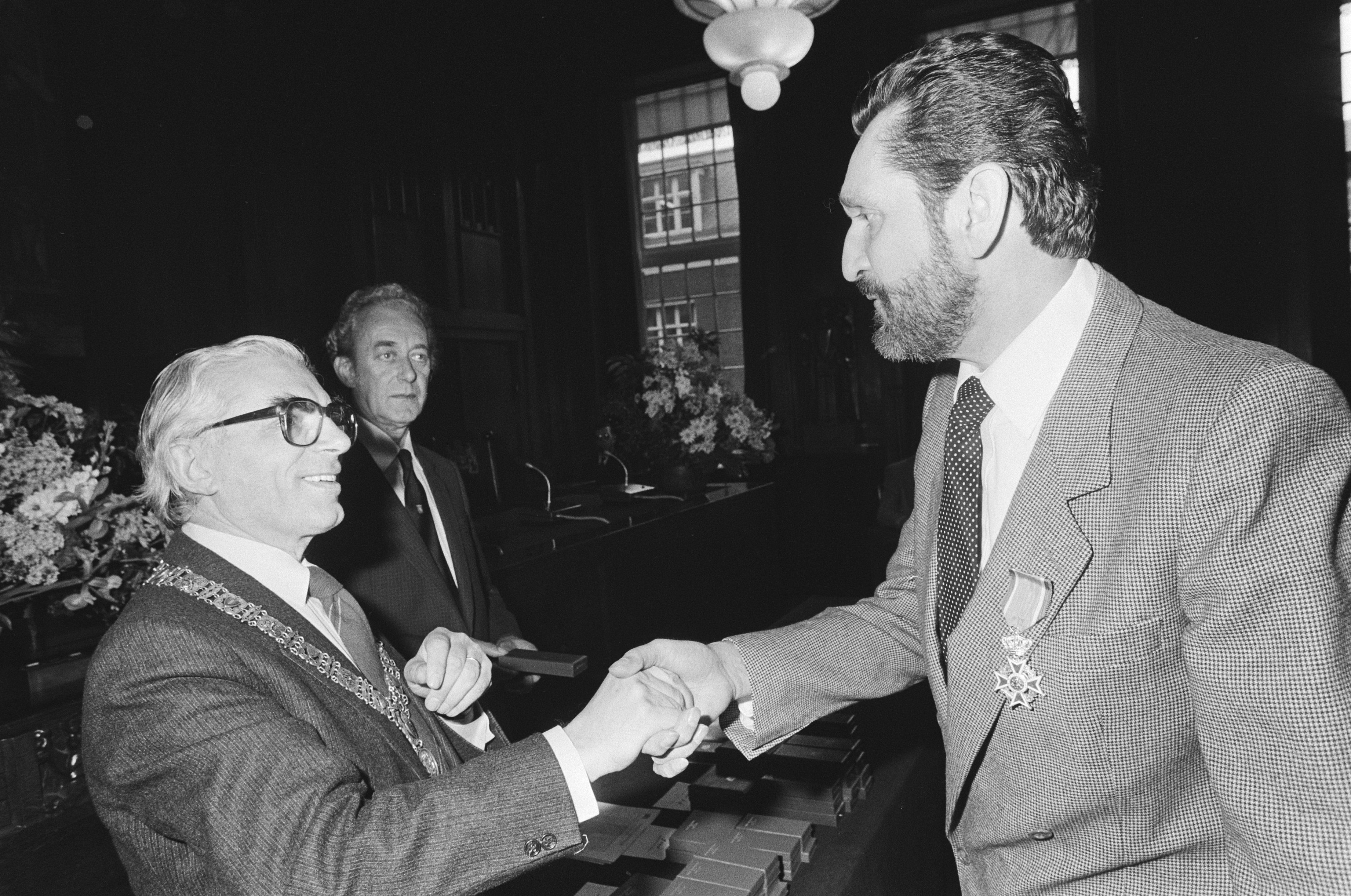
Crane (rechts) krijgt onderscheiding uitgereikt door burgemeester Wim Polak (1982)

Johan Joost (John) de Crane (Rotterdam, 18 mei 1928 – Amsterdam, 3 december 1982) was een Nederlandse impresario en theaterproducent.
De Crane begon zijn carrière als stage manager van het Spaanse dansduo Susanne en José in Amerika. Vervolgens kwam hij in dienst van de Internationale Concertdirectie Ernst Krauss, die hij later volledig overnam.
John de Crane produceerde met zijn impresariaat zes van de zeven musicals van Annie M.G. Schmidt en Harry Bannink. Daarnaast had De Crane lange tijd de zakelijke leiding over de shows van Wim Sonneveld en Conny Stuart, de laatste lanceerde hij ook als musicalster. Hij was vijftien jaar de impresario van Rients Gratama. 
De Crane was ook verantwoordelijk voor een groot aantal vrije theaterproducties, waaronder blijspelen van Neil Simon en Alan Ayckbourn. De Crane produceerde een groot aantal van zijn producties samen met zijn compagnon Gislebert Thierens. In 1978 kreeg De Crane de Johan Kaartprijs, omdat hij als vrije producent zijn hoge kwaliteitseisen boven de kostenfactor stelde. John de Crane overleed halverwege de voorbereidingen van zijn productie van "De dader heeft het gedaan", wederom een musical van Annie M.G. Schmidt. Hij werd opgevolgd door Marga Wagenaar, die zijn impresariaat overnam. 
John de Crane had korte tijd een relatie met acteur en musicalster Willem Nijholt.

## Producties van John de Crane

### Musical
- Heerlijk duurt het langst (1965)
- De kleine parade (1969)
- En nu naar bed (1971)
- Salvation: terug naar genesis (1971)
- Wat een planeet (1973)
- Foxtrot (1977)
- Madam (1981)
- De dader heeft het gedaan (1983)

### Cabaret
- Met man en muis (1969)
- Wat je zegt dat ben je zelf (1973)
- Je moet ermee leren leven (1975)
- Alle laatjes open (1979)

### Toneel
- En ik dan? (1968)
- Er zit een haar in m'n soep (1969)
- Sex a la meunière (1971)
- The Sunshine Boys (1975)
- Vechtpaar (1975)
- Allemaal mensen (1975)
- Een doos vol kruimels (1976)
- Als jij de bloemen vertrapt, zal ik jou vertrappen (1976)
- Wie slaapt waar? (1978)
- Gag (1979)
- Hoofdstuk twee (1980)
- Het interview (1981)
- Binnenste boven (1982)
- Er valt een traan op de tompoes (1988)